# Rutherford (AVA)
Pour les articles homonymes, voir Rutherford.

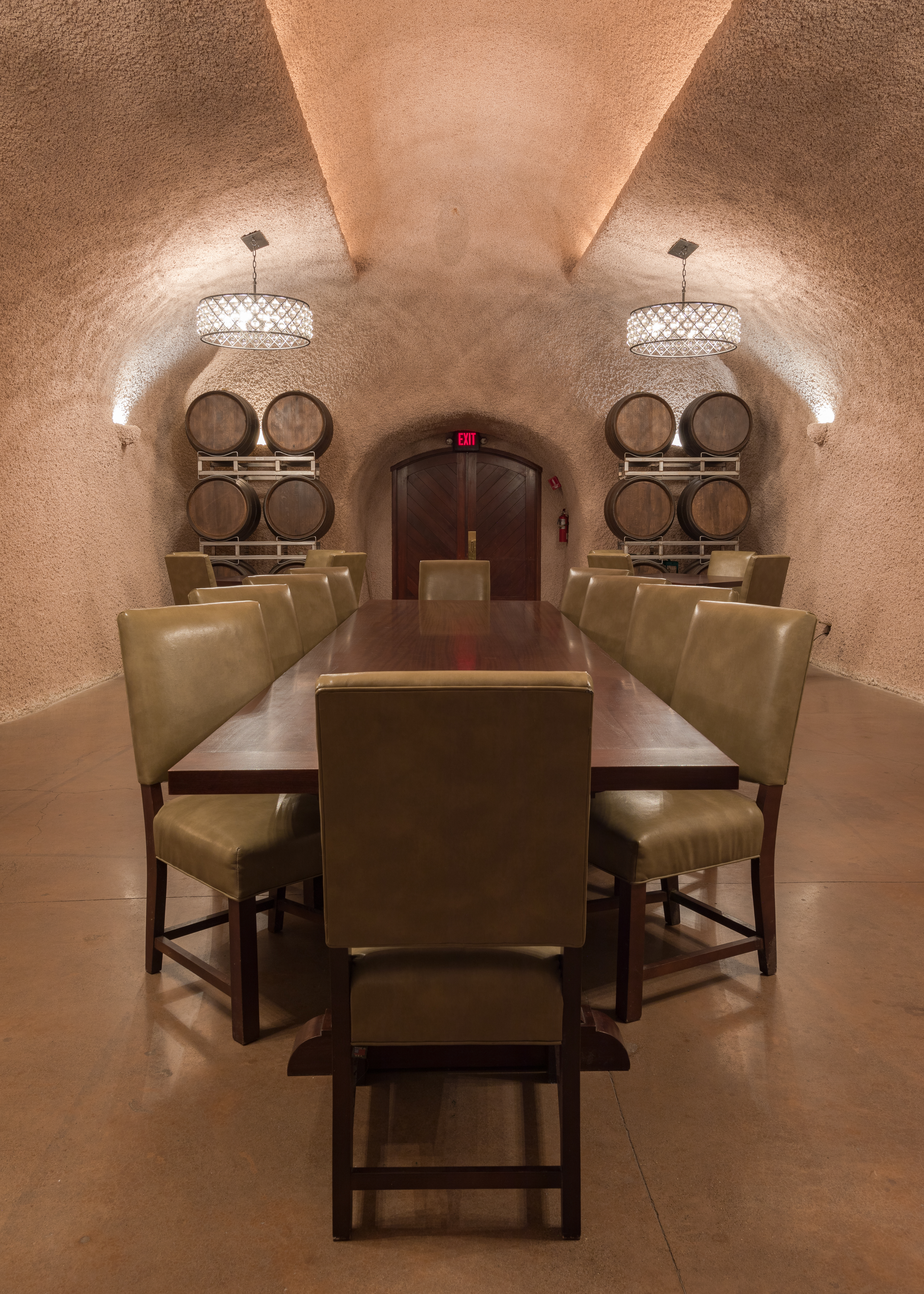
Un caveau de dégustation d'un domaine à Rutherford. Mars 2020.

Rutherford est une région viticole américaine (American Viticultural Area, ou AVA) reconnue par l'Alcohol and Tobacco Tax and Trade Bureau autour de la localité du même nom, dans la partie centrale de la vallée de Napa. Cette appellation recouvre environ 27 km² et compte certains des crus les plus prestigieux de Californie, dont certains de réputation mondiale. Elle compte environ 80 propriétaires de vignobles, et quelque 40 domaines y ont leur siège ou un centre de production.

## Histoire
La localité de Rutherford tient son nom d'un des pionniers en matière de viticulture dans la région de Napa, Thomas Rutherford, qui planta des vignes sur les terres qu'il reçut en cadeau de mariage de son beau-père en 1864, George Yount.
La région commença à se faire remarquer pour ses vins à partir de 1939, lorsque Georges de Latour, de Beaulieu Vineyard, remporta une médaille d'or pour son vin de cabernet-sauvignon de 1936 à l'Exposition internationale du Golden Gate. Beaulieu est à ce jour le domaine le plus ancien de la région toujours en activité.

## Vignobles et vins
Les vignes dans cette zone bénéficient d'un sol bien drainé composé de cailloux, de sable et de loam avec des dépôts volcaniques et des sédiments marins de gradient franciscain.
La région viticole de Rutherford est elle-même composée de plusieurs zones distinctes, parmi lesquelles la « banquette » de Rutherford (en anglais : Rutherford Bench), qui se situe sur les coteaux au sud-ouest, à une altitude comprise entre 140 et 260 mètres, au sol plus argileux. L'orientation nord est des coteaux permet un réchauffement précoce le matin tout en protégeant les vignes de l'ensoleillement direct en fin d'après midi.
Le cépage dominant est de loin le cabernet-sauvignon, qui constitue 70 % des vignobles plantés. Le merlot arrive second mais loin derrière, suivi du sauvignon blanc et du chardonnay. Les vins rouges présentent en commun un parfum pimenté et partagent un goût qualifié par certains selon l'expression spécifique de Rutherford Dust (poussière de Rutherford), inventée par le vinificateur André Tchelistcheff de Beaulieu Vineyard. Les blancs sont caractérisés par leur densité et la richesse de leurs parfums.

## Domaines
Parmi les domaines les plus reconnus situés au sein de cette appellation ou y possédant des vignobles, on compte Beaulieu Vineyard, Cakebread Cellars, Caymus Vineyards, Freemark Abbey, Frog's Leap, Grgich Hills Cellar, Hewitt Vineyard, Conn Creek Winery, Honig Vineyard and Winery, Mumm Cuvée Napa, Quintessa, Rubicon Estate et Staglin Family Vineyard.